# Theodor Kotschy
Karl Georg Theodor Kotschy (Ustroń, 15 aprile 1813 – 11 giugno 1866) è stato un botanico austriaco.

## Biografia
Figlio del teologo e botanico Carl Friedrich Kotschy, dal 1836 al 1862 eseguì numerose ricerche in Medio Oriente e Nordafrica dove collezionò circa 300.000 specie vegetali. A partire dal 1836, prese parte con il geologo Joseph Russegger (1802–1863) ad una spedizione scientifica in Cilicia, Siria, Nubia e Sennar. A seguito dello scioglimento della spedizione con Russegger, Kotschy rimase in Egitto. Successivamente intraprese altri viaggi in Kordofan (1839), Cipro, Mesopotamia, Kurdistan (1840–41);, Persia (1842-43), Palestina, Libano (1855) e Kurdistan (1859).

## Alcune opere
- Abbildungen und Beschreibungen neuer und seltener Thiere und Pflanzen, in Syrien und im westlichen Taurus gesammelt, (Illustrations and descriptions of new and rare animals and plants, in Syria and western Taurus); (1843)
- Analecta botanica (con Heinrich Wilhelm Schott (1794–1865) e Carl Fredrik Nyman 1820–1893), (1854)
- Coniferen des Cilicischen Taurus (Conifers of Cilician Taurus), (con Franz Antoine 1815–1886), (1855)
- Die Eichen Europas und des Orients, (Oaks of Europe and the Orient); (1858–1862)
- Plantae Tinneanae  (con Johann Joseph Peyritsch 1835–1889); (1867)